# Galia romana
La Galia romana se refiere a la Galia bajo el control del gobierno provincial del Imperio romano entre los siglos I a. C. y V d. C.

## Historia

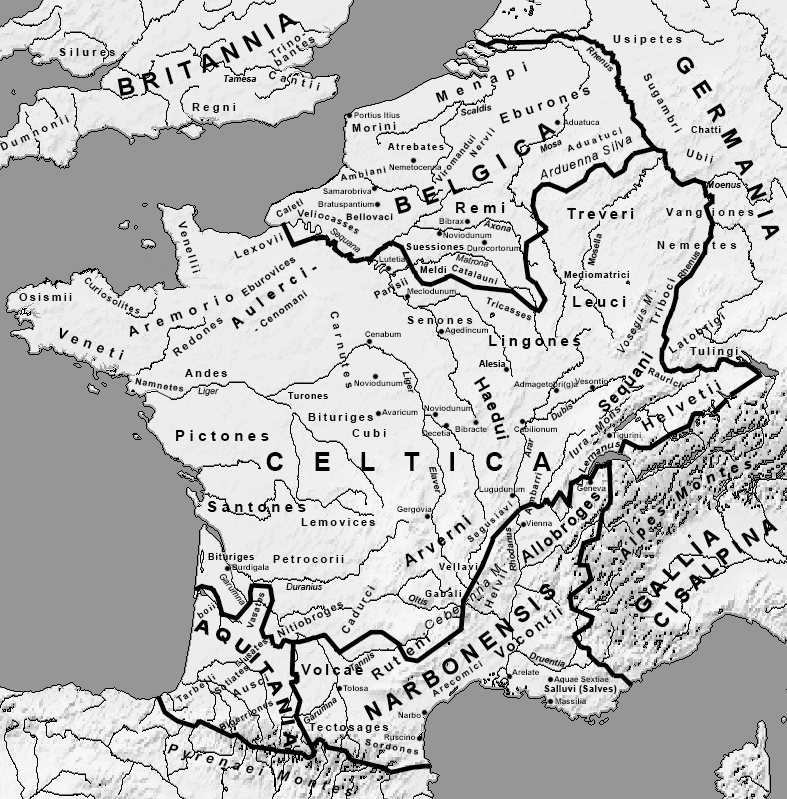
La Galia en vísperas de la guerra de las Galias (58 a. C.)

Principales vías romanas antiguas

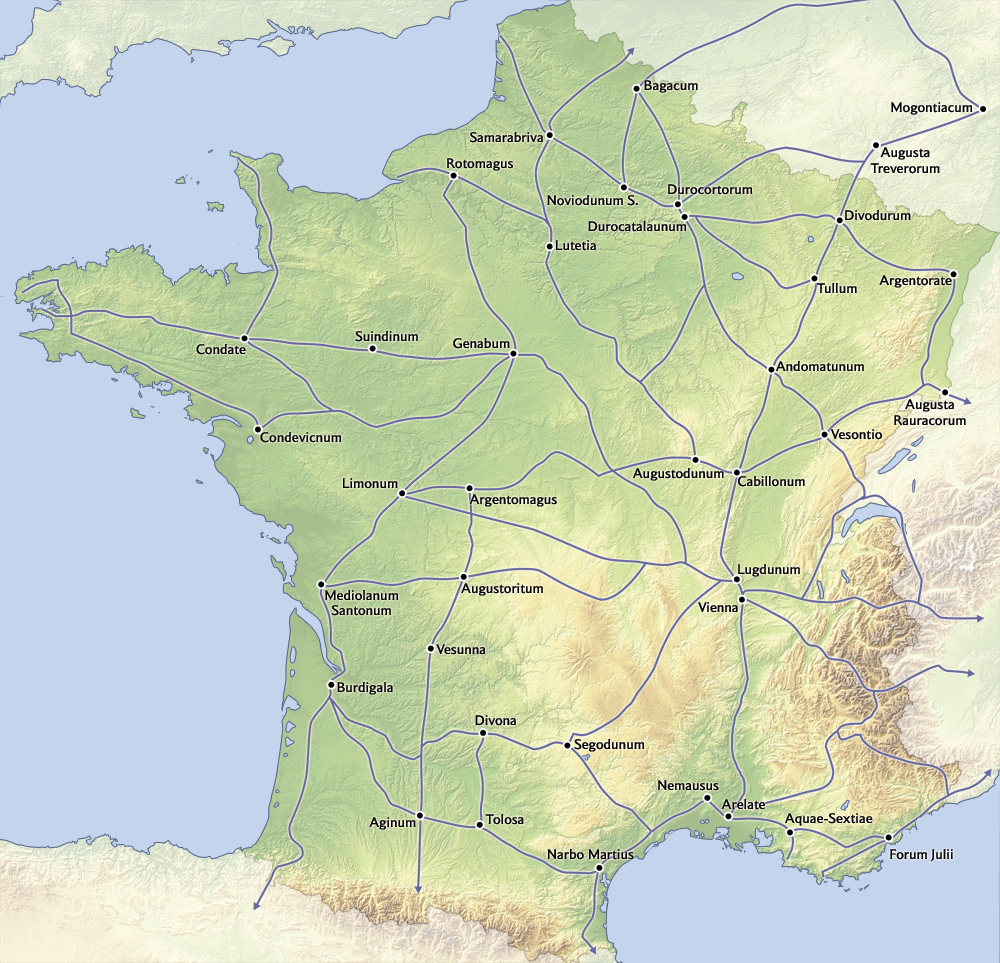
Principales ciudades de la Galia romana

Invasiones del Imperio romano

### Durante la República
La influencia de la República romana inició en el sur de la Galia. Para mediados del siglo II a. C.,  Roma mantenía importantes relaciones comerciales con la colonia griega de Massilia (la actual Marsella) y estableció una alianza con ellos, por la que Roma se comprometía a proteger la ciudad de los galos locales, entre ellos los cercanos aquitanos, y de los cartagineses y otros rivales que navegaban por mar, a cambio de tierras que los romanos querían para construir una calzada hacia Hispania que mejorara los movimientos de tropas a sus provincias allí. Los asentamientos mediterráneos a lo largo de la costa  seguían siendo amenazados por las poderosas tribus galas al norte. En 122 a. C. el general romano Cneo Domicio Enobarbo hizo campaña en la región  y derrotó a los alóbroges, y luego Quinto Fabio Máximo hizo lo propio contra los arvernos comandados por el rey Bituito en 121 a. C.
Los romanos respetaban y temían a las tribus galas. En el año 390 a C., los galos saquearon Roma, lo que dejó a los romanos con un temor existencial de ser conquistados por los «bárbaros» que nunca olvidaron. En 109 a. C., Italia fue invadida desde el norte y salvada por Cayo Mario solamente tras varias sangrientas y costosas batallas. Alrededor de 62 a. C., cuando los arvernos (un estado cliente de Roma), conspiraron con los sécuanos y las naciones suevas al este del Rin para atacar a los heduos (un gran aliado romano), Roma hizo la vista gorda. Los sécuanos y arvernos buscaron la ayuda del líder suevo Ariovisto y derrotaron a los heduos en el año 63 a. C. en la batalla de Magetobriga.

### Guerras de las Galias
A comienzos de 58 a. C., la mayoría de la Galia estaba todavía bajo gobiernos independientes. Estaba empezando a urbanizarse y compartía muchos aspectos de la civilización romana. En este panorama surgió el general en ascenso Julio César, quien se había hecho con el puesto de gobernador de las Galias Transalpina y Cisalpina. César, que intentaba saldar deudas y encontrar gloria para sí mismo, dio inicio a una serie de campañas agresivas para conquistar las tribus galas.
Las guerras iniciaron con un conflicto respecto a la migración de los helvecios en el año 58 a. C., en el que se vieron envueltas las tribus vecinas y los suevos germánicos.  Para el 57 a. C., César había decidido conquistar la Galia entera y lideró campañas en el este, donde los nervios casi lo derrotaron. En el 56 a. C., César derrotó a los vénetos en una batalla naval, capturando casi todo el noroeste de la Galia. En 55 a. C., tratando de mejorar su imagen pública, emprendió las primeras expediciones de este tipo a través del río Rin y el Canal de la Mancha. A su regreso de Britania, César fue aclamado como héroe, si bien había logrado poco además de desembarcar, en tanto su ejército era demasiado pequeño. Al año siguiente regresó con un ejército apropiado e invadió Britania. No obstante, tribus se alzaron en armas en el continente y los romanos sufrieron una derrota humillante. En 53 a. C. se produjo una campaña draconiana contra los galos en un intento de pacificarlos. Esto fracasó y los galos organizaron una revuelta masiva bajo el liderazgo de Vercingétorix en el año 52 d. C. Las tropas galas obtuvieron una victoria notable en la batalla de Gergovia, pero las indomables armas de asedio romanas en la batalla de Alesia derrotaron por completo a la coalición gala.
En 51 a. C. y 50 a. C., hubo poca resistencia y las tropas de César estaban en su mayoría haciéndose cargo. Si bien la Galia fue conquistada, no se convertiría en provincia romana sino hasta el 27 a. C., y la resistencia continuaría hasta incluso el año 70 d. C. No hay una fecha clara de fin de la guerra, pero la inminente Guerra civil romana llevó a la retirada de las tropas de César en el 50 a. C. Los enormes éxitos bélicos de César lo hicieron extremadamente rico y le dieron una legendaria reputación. Las Guerras de las Galias fueron un factor determinante para que César pudiera ganar la Guerra Civil y declararse dictador, en lo que con el tiempo conduciría al fin de la República romana y al establecimiento del Imperio romano.

### Bajo el Imperio
Si bien al final de las Guerras de las Galias los galos no habían sido subyugados del todo y no eran aún parte formal del Imperio, tal tarea no le correspondía al César y este se la dejó a sus sucesores. La Galia no habría de convertirse formalmente en provincia romana sino hasta el reinado de Augusto en el 27 a. C. Varias rebeliones ocurrieron luego y tropas romanas se mantuvieron apostadas por toda la Galia. Es posible que haya habido disturbios en la región hasta incluso el año 70 d. C.
La ciudad de Massilia se alió con Pompeyo durante la guerra civil de César, lo que condujo finalmente a su derrota en el Sitio de Massilia en el 49 a. C., tras lo cual perdió sus territorios, aunque se le permitió mantener una autonomía nominal gracias a sus antiguos lazos de amistad y apoyo a Roma.
En el 40 a. C., durante el Segundo Triunvirato, la responsabilidad de la Galia Narbonense (junto con Hispania y África) le fue asignada a Lépido, mientras que a Marco Antonio se le otorgaba el resto de la Galia.
La administración imperial de la Galia fue reorganizada en el 22 a. C. y fueron creadas las provincias de Galia Aquitania, Galia Bélgica y Galia Lugdunense. Partes de la Galia oriental fueron incorporadas a las provincias de Recia (15 a. C.) y Germania Superior (83 d. C.).
Se concedió a todos ciudadanía romana en el año 212 d. C. mediante la Constitutio Antoniniana (Edicto de Caracalla).
Varias figuras romanas de importancia nacieron en la Galia, entre ellos los emperadores romanos Claudio, Caracalla y posiblemente Caro, así como el importante general Cneo Julio Agrícola. Otro general nacido en la Galia fue Marco Antonio Primo. Asimismo, la familia de Antonino Pío, que era también la familia adoptiva de Marco Aurelio, procedía de la Galia romana. Entre los escritores romanos que se sabe o se asume que nacieron en la Galia se encuentran Tácito, Petronio, Varrón Atacino, Emilio Magno Arborio, Frontino, Ausonio, Claudio Rutilio Namaciano, Sexto Pompeyo Festo, Pompeyo Trogo y los autores de los importantes Panegyrici latini. Muchos otros escritores eran de la región de la Galia Cisalpina, que formaba parte de Italia, entre ellos Virgilio, Cecilio Estacio, Catulo y Plinio el Viejo.
En la Crisis del siglo III alrededor de 260, el emperador Póstumo estableció un Imperio galo de corta duración, que incluía la península ibérica y Britania, además de la Galia misma. Tribus germánicas, los francos y alamanes, invadieron la Galia en esta época. El Imperio galo llegó a su fin con la victoria del emperador Aureliano en Châlons en 274.
En 286 y 287 Carausio, comandante de la Classis Britannica, la flota del Canal de la Mancha, se autoproclamó emperador de Britania y de la Galia septentrional. Sus fuerzas incluían su flota, las tres legiones romanas apostadas en Britania y también una legión que había capturado en la Galia, además de varias unidades auxiliares extranjeras, una leva de barcos mercantes galos y mercenarios bárbaros atraídos por la perspectiva de obtener un botín. En 293 el emperador Constancio I aisló a Carausio sitiando el puerto de Gesoriacum (actual Boulogne-sur-Mer) e invadió Batavia en el delta del Rin, en manos de sus aliados francos, y recuperó la Galia.
Si bien para las personas de la época el Imperio romano seguía siendo una sola entidad política, para el siglo IV las provincias occidentales y orientales del Imperio tenían ya administraciones diferentes, y a partir del 395 d. C. tuvieron cortes separadas y coiguales con una sucesión imperial distinta, llevando a lo que actualmente se consideran dos imperios distintos de facto: el Imperio romano de Occidente, que incluía todas las provincias occidentales, incluyendo las de la Galia, y el de Oriente (o Imperio bizantino).
Una migración de celtas procedentes de Britania apareció en el siglo IV en Armórica liderada por el legendario rey Conan Meriadec. Hablaban la ahora extinta lengua britónica, que evolucionó hacia los idiomas bretón, córnico y galés.
Los godos, que habían saqueado Roma en 410, establecieron una capital en Toulouse y en 418 lograron que el emperador Honorio los aceptara como foederati y gobernantes de la provincia de Aquitania a cambio de su apoyo contra los vándalos.
Era difícil para el Imperio romano responder a todas las incursiones bárbaras, y Aecio tuvo que usar a unas tribus contra otras para poder mantener cierto control romano. Primero usó a los hunos contra los burgundios, y estos mercenarios destruyeron Worms, asesinaron al rey Gundahario y empujaron a los burgundios hacia el oeste. Aecio reasentó a los burgundios cerca de Lugdunum en 443. Los hunos, unidos bajo Atila, se convirtieron en una amenaza aún mayor y Aecio usó entonces a los visigodos contra los hunos. El conflicto alcanzó su punto culminante en el año 451 en la batalla de Châlons, en la que una coalición de romanos y godos derrotó a Atila.

## Tras la caída del Imperio romano de Occidente
La administración romana en occidente colapsó finalmente cuando las tropas romanas restantes tuvieron que retirarse al sudeste para ir a proteger Italia. Entre los años 455 y 476, visigodos, burgundios y francos asumieron el control de la Galia. Ciertos aspectos de la antigua cultura celta persistieron tras la caída del Imperio romano, y el Reino de Soissons, un remanente del Imperio, sobrevivió desde 457 hasta 486.
Los francos derrotaron a la última autoridad romana que quedaba en la Galia en la batalla de Soissons, en 486. Al muy poco tiempo, la Galia quedó casi en su totalidad bajo el control de los merovingios, una familia franca, que se convertirían en los primeros reyes de una proto-Francia.
El rey franco Clodoveo I expulsó a los visigodos de la mayor parte de la Galia en la batalla de Vouillé en 507. Los visigodos lograron, con todo, quedarse con Narbonense y Provenza tras la oportuna llegada de un destacamento ostrogodo enviado por Teodorico el Grande.
Ciertas familias aristocráticas galorromanas siguieron ejerciendo el poder en ciudades episcopales (p. ej., la familia Mauronito en Marsella o la familia de la que provino el obispo Gregorio de Tours). La aparición de nombres y apellidos germánicos empieza a ser aparente en la Galia/Francia a partir de mediados del siglo VII, particularmente en familias poderosas, lo que indica que el centro de gravedad se había desplazado de manera definitiva para entonces.
Por su parte, el dialecto galorromano (o latín vulgar) del período romano tardío evolucionó hacia los dialectos de las lenguas de oïl y el francés antiguo en el norte, y hacia el sur en el occitano.
El nombre Galia y sus equivalentes siguieron usándose, al menos por escrito, hasta el final del período merovingio en la década del 750. Gradualmente, sin embargo, durante el periodo carolingio que siguió (751-987), la expresión Francia, y luego la de Francia occidentalis, se hizo común a la hora de describir las realidades políticas del reino de los francos (regnum francorum).

## Divisiones geográficas

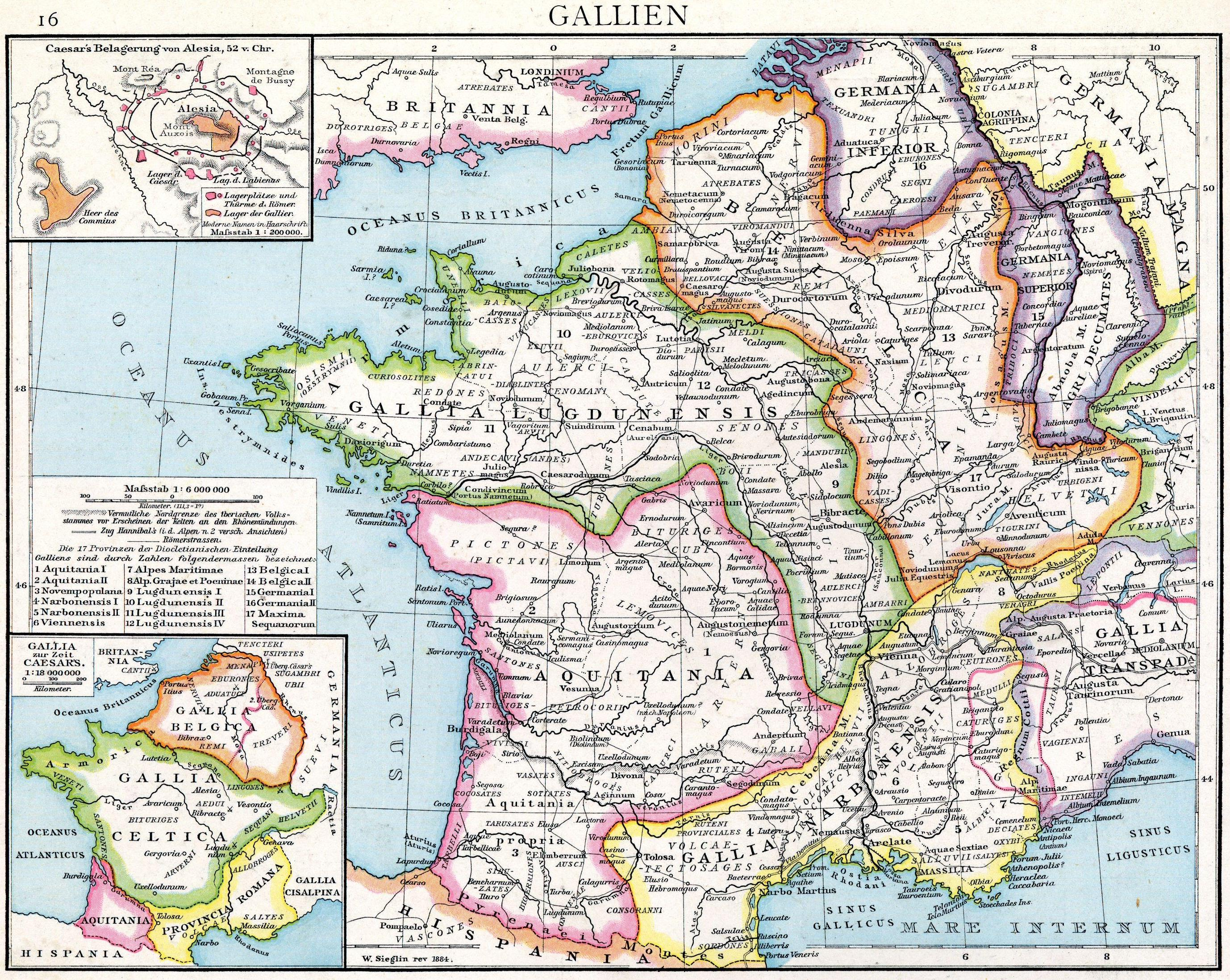
La Galia romana tras la reorganización de Diocleciano (Atlas de 1886)

Hasta el año 22 a. C., la Galia tenía tres divisiones geográficas, una de las cuales se dividía en varias provincias romanas:
1. La Galia Cisalpina o «Galia de este lado de los Alpes», que incluía la mayor parte del actual norte de Italia. Fue conquistada por los romanos alrededor del 121 a. C., pero no se convirtió en provincia formal sino hasta el 81 a. C. Para el final de la república, fue anexada a Italia misma.
2. La Galia Transalpina, o «Galia del otro lado de los Alpes», fue originalmente conquistada y anexada en el año 121 a. C. en un intento de solidificar las comunicaciones entre Roma y la península ibérica. Incluía la mayor parte de lo que actualmente es el sur de Francia, a lo largo de la costa mediterránea desde los Pirineos hasta los Alpes. Posteriormente pasó a llamarse Gallia Narbonense, en honor a su capital, Narbona.
3. La Galia Comata, «Galia libre» o «Galia Melenuda», abarcaba el resto de las actuales Francia, Bélgica y el extremo occidental de Alemania, incluyendo Aquitania, Galia Celta y Bélgica. Si bien tuvo estatus tributario durante los siglos II y I a. C., todavía era formalmente independiente de Roma. Fue anexada al Imperio como resultado de la victoria de Julio César en las Guerras de las Galias en el 50 a. C.

A partir del 22 a. C., la Galia Comata fue dividida en tres provincias, las llamadas Tres Galliae (las Tres Galias):
- Galia Aquitania, correspondiente al centro y oeste de Francia, con capital en Mediolanum Santonum y luego en Burdigala (actual Burdeos)
- Galia Bélgica, correspondiente al noreste de las actuales Francia, Bélgica, Luxemburgo y el oeste de Alemania, y con capital en Reims, y más tarde en Tréveris
- Galia Lugdunense, correspondiente al este y norte de Francia, con capital en Lugdunum (actual Lyon)

Los romanos dividieron estas enormes provincias en civitates que más o menos se correspondían con las comunidades o estados previos a la conquista, descritas en ocasiones equívocamente como «tribus», tales como los heduos, los alóbroges, los belóvacos y los sécuanos. Sin embargo, las civitates eran demasiado grandes, por lo que a su vez se dividieron en unidades más pequeñas, pagiun término que con el tiempo se convirtió en la palabra francesa moderna «pays» (país). Tales agrupamientos administrativos habrían de ser asumidos por los romanos en su sistema de control local, y estas civitates también serían la base de la futura división de Francia en obispados y diócesis eclesiásticas, que permanecerían vigentes—con algunos cambios ligeros—hasta la Revolución Francesa.

## Idioma y cultura

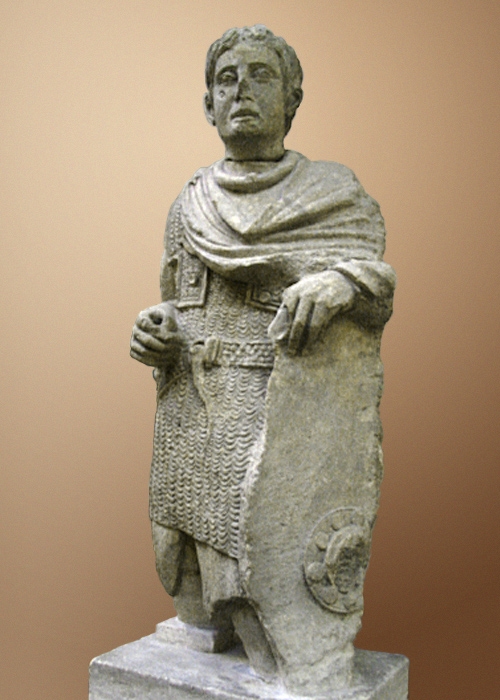
El guerrero de Vachères,, estatua que representa a un guerrero galo romanizado que lleva cota de malla y un torques celta alrededor del cuello, empuñando un escudo de estilo celta.

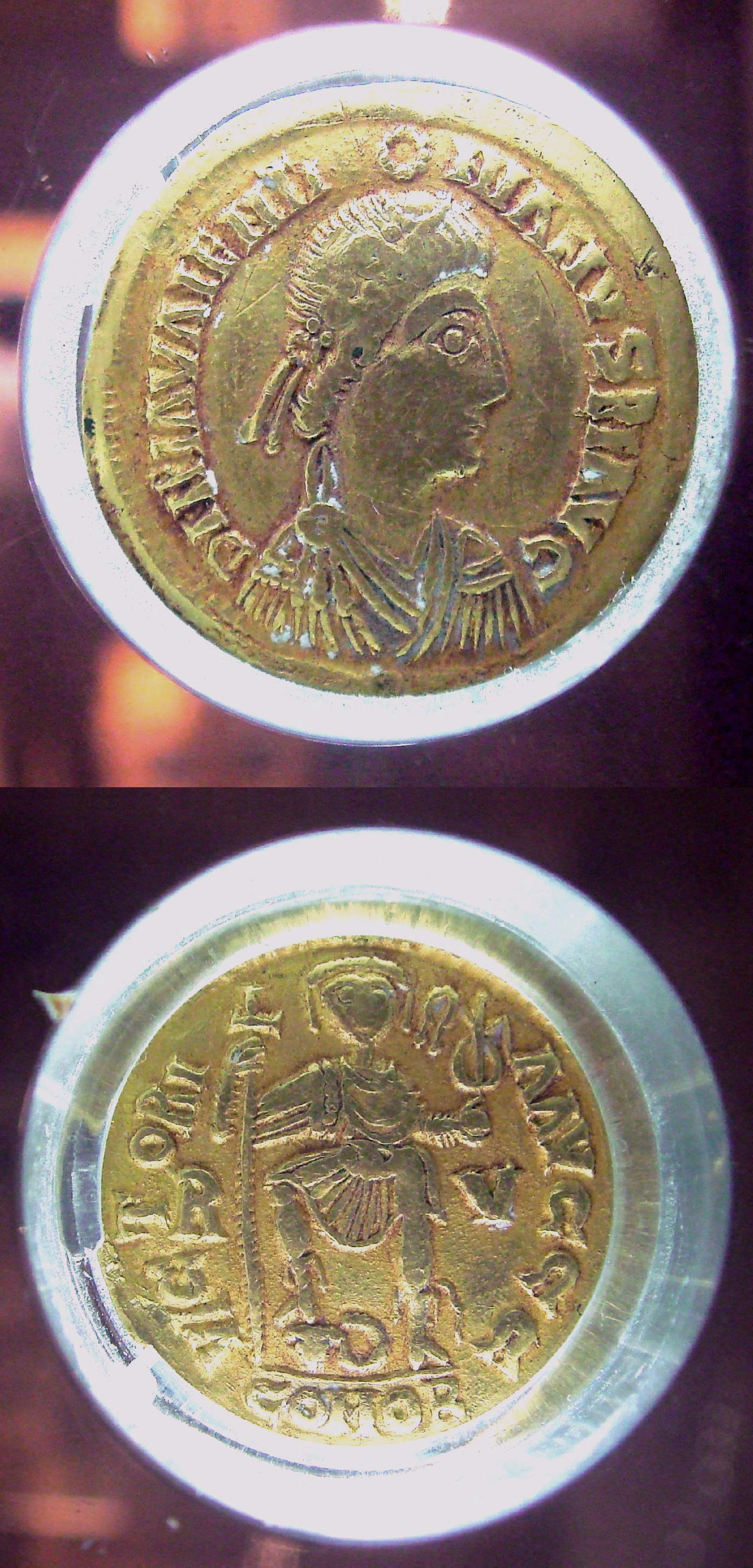
«Sólidos» de Galia del Norte, 440–450, 4240 mg.

En los cinco siglos entre la invasión de César y el colapso del Imperio romano de Occidente, el idioma e identidad cultural galas pasaron por un sincretismo con la cultura romana de la nueva clase gobernante y evolucionaron hasta convertirse en una híbrida cultura galorromana que con el tiempo permeó todos los niveles de la sociedad. Los galos siguieron escribiendo algunas inscripciones en idioma galo, pero pasaron de usar el alfabeto griego al latino durante el período romano. Investigaciones históricas actuales sugieren que la Galia romana era «romana» sólo en ciertos (aunque importantes) contextos sociales, cuya prominencia en la cultura material ha hecho difícil una mejor comprensión histórica de la permanencia de muchos elementos celtas. La influencia romana se hizo más evidente en asuntos de religión y administración cívicas. La religión druídica, por ejemplo, fue suprimida por el emperador Claudio I, y en siglos posteriores se introdujo el cristianismo. La prohibición de los druidas y el carácter sincrético de la religión romana llevaron a la desaparición de la religión celta. Hasta el día de hoy sigue siendo poco entendida: nuestro conocimiento actual de la religión celta se basa en evidencia arqueológica y fuentes literarias provenientes de varias regiones aisladas tales como Irlanda o Gales.
Los romanos impusieron con facilidad su cultura administrativa, económica, artística (en particular en lo tocante al arte monumental y la arquitectura) y literaria. Usaban túnica romana en vez de las ropas tradicionales de los galos. A su vez, influencias celtas sobrevivientes se infiltraron en la cultura imperial romana en el siglo III. Por ejemplo, la túnica gala llamada caracalla, que dio al emperador Caracalla su apelativo, no fue reemplazada por la moda romana. De igual modo, ciertas técnicas artesanales galas, como el barril (más duradero que el ánfora romana) o la cota de malla, fueron adoptadas por los romanos.
La herencia celta continuó también en la lengua hablada (véase Historia del idioma francés). Ortografías y pronunciaciones galas del latín son evidentes en varios poetas y transcriptores de farsas populares del siglo V. Los últimos grupos de hablantes del idioma galo parecen haber sobrevivido hasta el siglo VI o VII. Se afirmaba que el idioma galo estaba atestiguado por una cita de Gregorio de Tours escrita en la segunda mitad del siglo VI, que narra cómo un santuario «llamado "Vasso Galatae" en idioma galo» fue destruido y quemado hasta los cimientos. Si bien se produjo una considerable romanización en términos de cultura material a lo largo del dominio romano sobre la Galia, se afirma que el idioma galo sobrevivió y continuó hablándose, coexistiendo con el latín.
Evidencia de topónimos germánicos se encuentra primero en áreas fronterizas colonizadas por colonizadores germánicos (con aprobación romana). En los siglos IV y VI, los francos se establecieron en el norte de Francia y Bélgica, los alamanes en Alsacia y Suiza, y los burgundios en Saboya.

## Villas en la Galia romana
Las villas eran por lo general centros de producción agrícola y estaban a menudo estrechamente asociadas con viñedos y con la producción de vino. Es probable que sus propietarios hayan sido principalmente élites galas locales que se romanizaron rápidamente tras la conquista, y a en ocasiones romanos oitalianos que querían explotar los ricos recursos locales. Es posible que las villas hayan sido el centro de relaciones complejas con las áreas locales. Gran parte del trabajo debió sido realizado por mano de obra esclava o por coloni («agricultores arrendatarios») locales. Además de las familias que habitaban en las fincas, es posible que haya habido también capataces.